# Ломази
Ломази (пол. Łomazy) — село в Польщі, у гміні Ломази Більського повіту Люблінського воєводства. Населення — 1688 осіб (2011).

## Історія

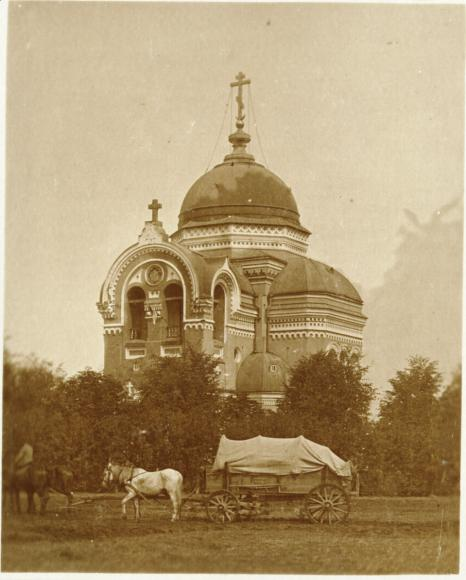
Церква святих Косми і Дем'яна, 1915 рік

У часи входження до Речі Посполитої належало до Берестейського повіту Берестейського воєводства Великого князівства Литовського. 1568 року вперше згадується православна церква в селі.
За даними етнографічної експедиції 1869—1870 років під керівництвом Павла Чубинського, у селі переважно проживали греко-католики, які розмовляли українською мовою.
У 1928 році польська влада в рамках великої акції руйнування українських храмів на Холмщині і Підляшші знищила місцеву православну церкву.
У 1975—1998 роках село належало до Білопідляського воєводства.

## Населення
Демографічна структура станом на 31 березня 2011 року:
|          | Загалом | Допрацездатний вік | Працездатний вік | Постпрацездатний вік |
| -------- | ------- | ------------------ | ---------------- | -------------------- |
| Чоловіки | 812     | 183                | 542              | 87                   |
| Жінки    | 876     | 176                | 500              | 200                  |
| Разом    | 1688    | 359                | 1042             | 287                  |

## Відомі особистості
В поселенні народився:
- Іван Бессараба (1850—1921) — український фольклорист, етнограф, мовознавець.